# Calathotarsus
Calathotarsus là một chi nhện trong họ Migidae.